# Rudna Glava
Rudna Glava (cyr. Рудна Глава) – wieś w Serbii, w okręgu borskim, w gminie Majdanpek. W 2011 roku liczyła 2010 mieszkańców.